# Daphnia galeata
Daphnia (Daphnia) galeata G. O. Sars, 1864 – gatunek wioślarki z rodzaju Daphnia i podrodzaju Daphnia s. str., należący do rodziny Daphniidae.

## Opis
Daphnia galeata (brak nazwy polskiej). Skorupka jest prześwitująca, szklisto-żółta, owalna. Męskie osobniki sięgają rozmiarów 0,89-1,36 mm, natomiast żeńskie 0,75-2,90 mm.
Występuje w jeziorach, gatunek euplanktonowy.

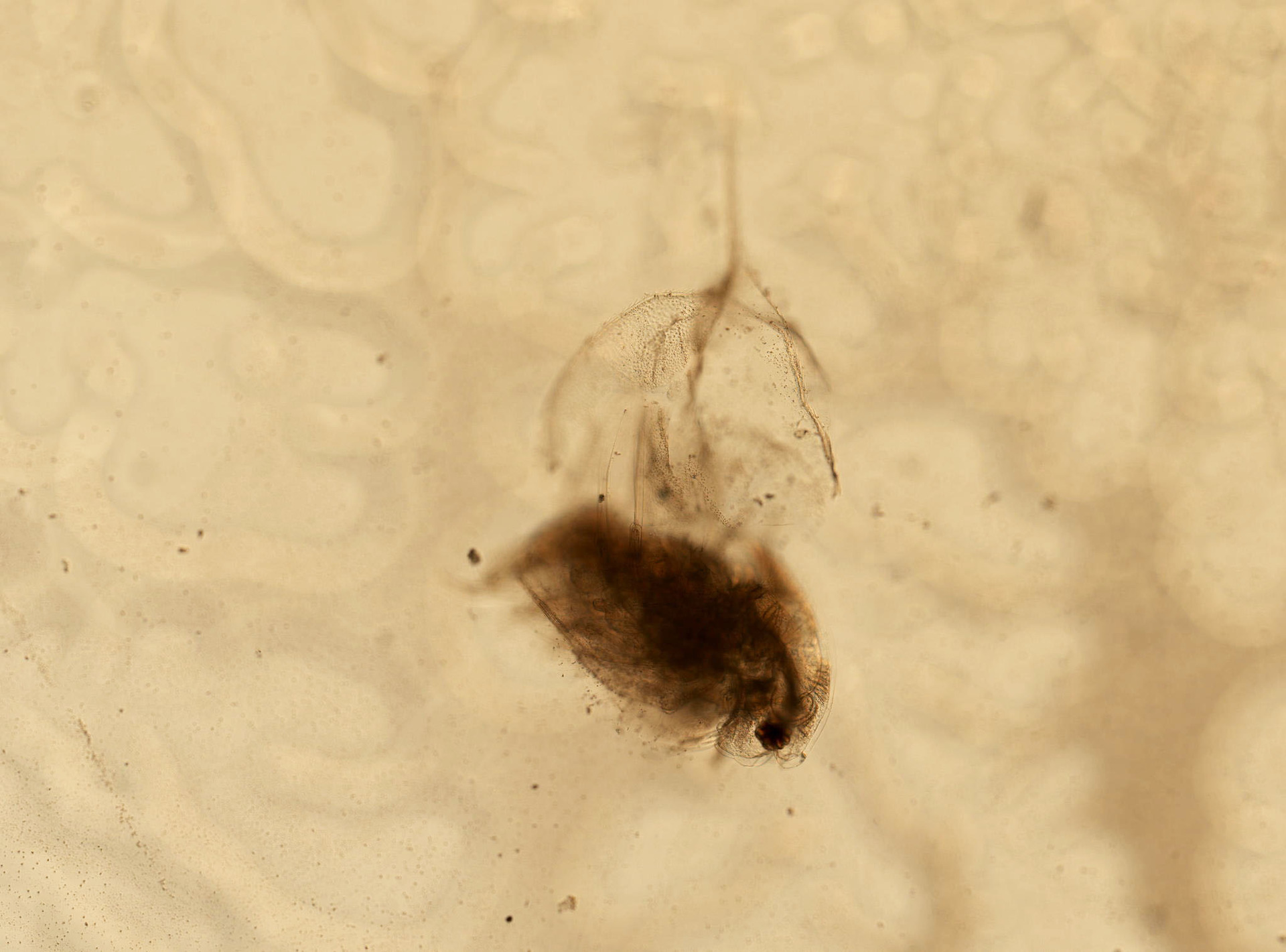